# Saint-Pierre-des-Échaubrognes
Saint-Pierre-des-Échaubrognes é uma comuna francesa na região administrativa da Nova Aquitânia, no departamento de Deux-Sèvres. Estende-se por uma área de 28,92 km². Em 2010 a comuna tinha 1 450 habitantes (densidade: 50,1 hab./km²).